# Beate Merk

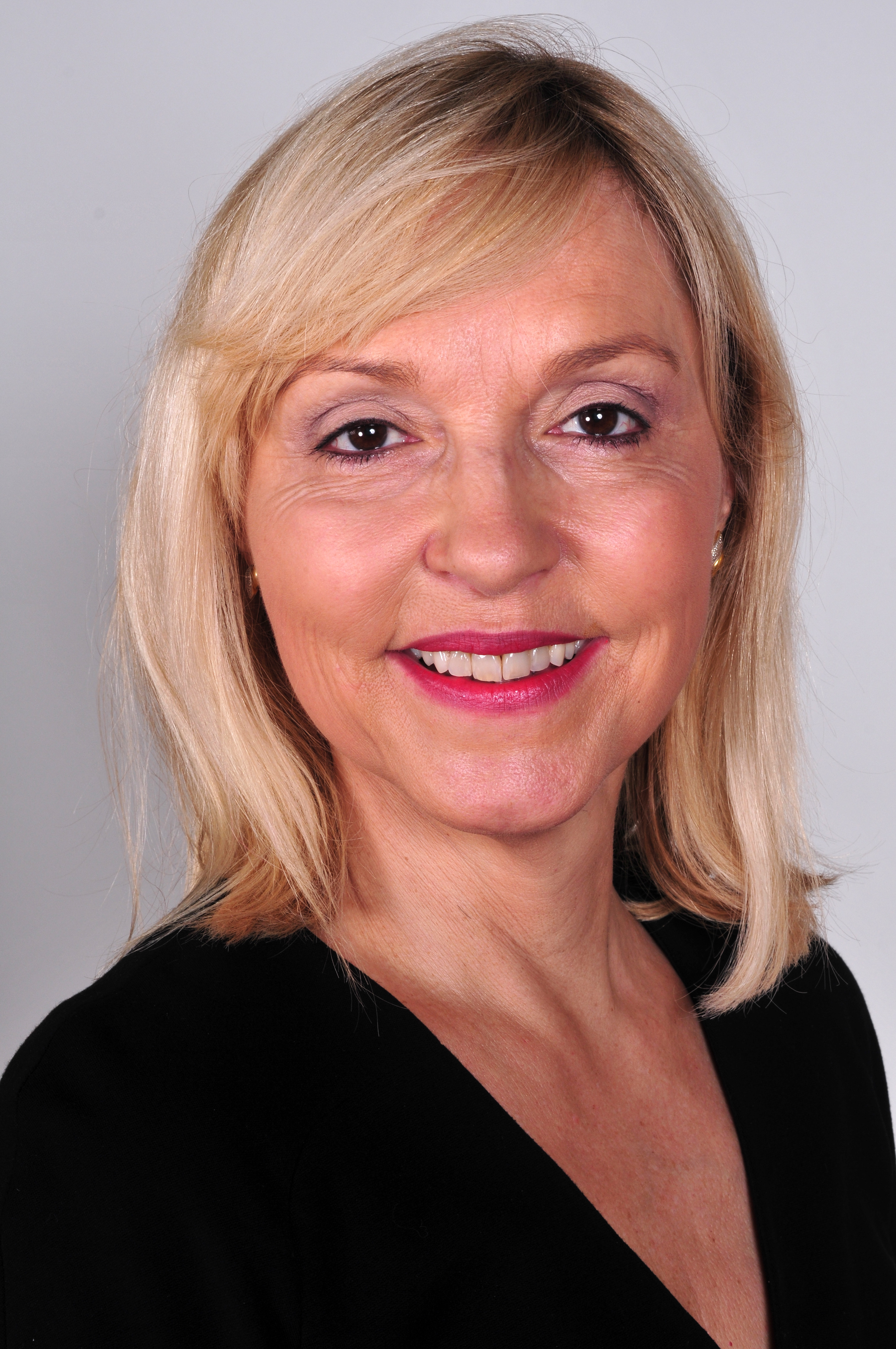
Beate Merk (2012)

Beate Maria Merk (* 1. August 1957 in Nordhorn) ist eine deutsche Politikerin der CSU. Sie war vom 14. Oktober 2003 bis zum 10. Oktober 2013 Staatsministerin der Justiz und für Verbraucherschutz und anschließend bis zum 21. März 2018 Staatsministerin für Europaangelegenheiten und regionale Beziehungen im Kabinett von Ministerpräsident Seehofer. Von 2008 bis 2023 war sie Mitglied des Bayerischen Landtags.

## Werdegang

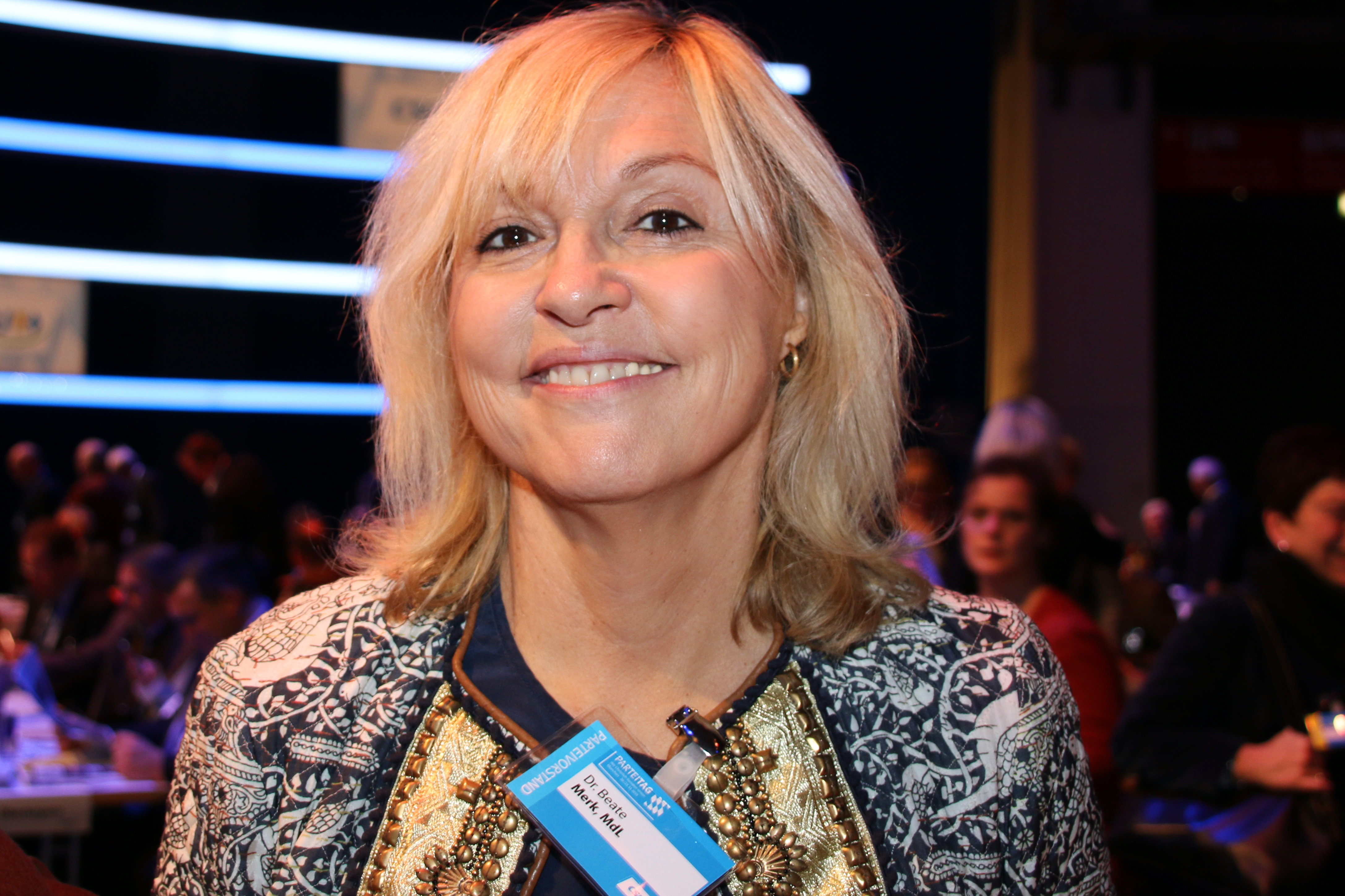
Beate Merk auf dem CSU-Parteitag 2015

Beate Merk ist das älteste von vier Kindern der Eheleute Hubert und Waltraud Merk. 1961 zog die Familie in den Heimatort des Vaters nach Göppingen, Baden-Württemberg, um. Merk besuchte dort das Freihof-Gymnasium und absolvierte 1976 das Abitur. Von 1976 bis 1981 studierte sie Rechts- und Politikwissenschaften an der Ludwig-Maximilians-Universität München. Ihre Referendariatszeit verbrachte sie in Landshut und Regensburg, 1984 machte sie das zweite Staatsexamen. 1991 wurde sie an der Julius-Maximilians-Universität Würzburg promoviert (Thema Legislative und judikative Einflussnahmen auf die Kommunen bei der abgabenrechtlichen Behandlung ihrer öffentlichen Einrichtungen).
1984 trat sie der CSU bei und wurde Referentin im bayerischen Innenministerium. Von 1989 bis 1994 war sie erste juristische Beamtin im Landratsamt des Landkreises Neu-Ulm und Stellvertreterin des Landrats. 1994 wechselte sie in die 'Projektgruppe Verwaltungsreform' der Bayerischen Staatskanzlei.
1995 gewann Merk die Wahl zur Oberbürgermeisterin der Stadt Neu-Ulm sehr knapp mit nur drei Stimmen Vorsprung. Sie trat dieses Amt am 21. Juni an, nachdem das Verwaltungsgericht Augsburg eine Anfechtungsklage der SPD abgelehnt hatte. Seit 1996 ist sie Mitglied im Kreistag von Neu-Ulm. Am 2. März 2002 gewann sie erneut die Wahl und blieb OB; mit ihrem Amtsantritt als Justizministerin legte sie das OB-Amt nieder.
Von 2003 bis 2008 war Merk auch Bezirksrätin in Schwaben.
Merk wurde 1999 als Schriftführerin Mitglied des CSU-Vorstandes und damit auch des Präsidiums der CSU. 2003 bis 2013 war sie eine der stellvertretenden CSU-Vorsitzenden.
Vom 14. Oktober 2003 bis zum 9. Oktober 2013 war sie bayerische Justizministerin. Bei der Landtagswahl 2008 gewann sie den einzigen Listenplatz der CSU im Wahlkreis Schwaben und war seit dem 30. Oktober 2008 im Kabinett Seehofer I zuständig für Justiz und für Verbraucherschutz.
Bei der Landtagswahl 2013 wurde sie als Nachfolgerin von Peter Schmid direkt gewählte Abgeordnete im Stimmkreis Neu-Ulm. Sie wurde im Kabinett Seehofer II ab Oktober 2013 Staatsministerin für Europaangelegenheiten und regionale Beziehungen. Ihr Nachfolger als Justizminister wurde Winfried Bausback. Im ersten Kabinett des neuen Ministerpräsidenten Markus Söder (CSU), das am 21. März 2018 berufen wurde, fand Beate Merk keine Berücksichtigung mehr. Bei der Landtagswahl 2018 gewann sie den Stimmkreis Neu-Ulm wieder. Dort war Merk Mitglied des Ausschusses für Gesundheit und Pflege und Mitglied des Ausschusses für Wirtschaft, Landesentwicklung, Energie, Medien und Digitalisierung. Zur Landtagswahl 2023 trat sie nicht erneut an.

## Politische Positionen und Kontroversen

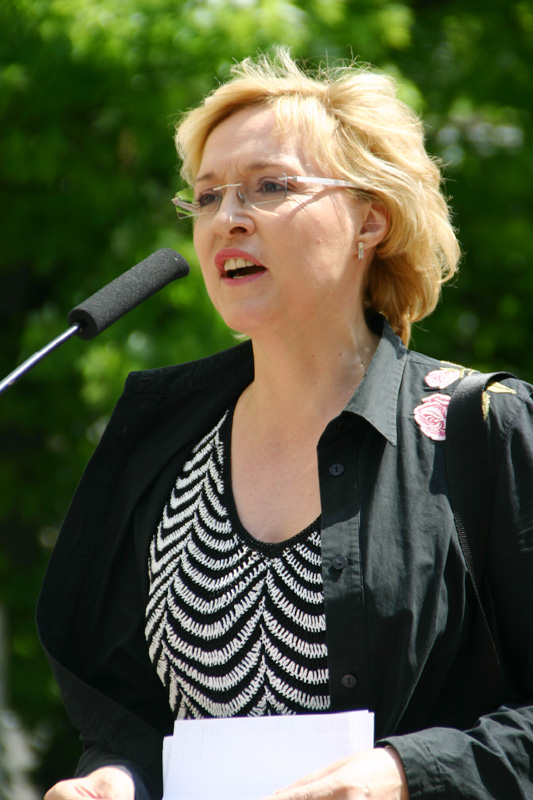
Beate Merk (Juni 2008)

### Jugendstrafrecht
Im September 2009 forderte Merk eine Verschärfung des Jugendstrafrechts. Unter anderem forderte sie eine Anhebung der Höchststrafe für Jugendliche von zehn auf 15 Jahre und dass 18-jährige Straftäter in Zukunft generell nach dem Erwachsenenstrafrecht verurteilt werden sollten. Sie erklärte dazu, dass härtere Strafen allein schreckliche Taten nicht verhindern könnten, allerdings gehe es ihr auch „nicht nur um die Abschreckung“, sondern „selbstverständlich auch um die Sühne“.

### Kindesmissbrauch
Im Februar 2010 erntete Merk Kritik, als sie sich hinter Äußerungen des damaligen Bischofs Walter Mixa stellte, die sexuelle Revolution sei mitursächlich für den sexuellen Missbrauch an Kindern in katholischen Einrichtungen. Merk hatte sich bei Mixa „sehr dankbar für diese klare Stellungnahme“ gezeigt. Sie sehe darin „keine unglückliche Formulierung, sondern den Versuch einer Erklärung“.
Im Juli 2010 machte Merk indirekt sogenannte Killerspiele und die FDP für Missbrauchsfälle in einem Ferienlager auf Ameland verantwortlich. Die von der FDP durchgesetzte Übereinkunft der schwarz-gelben Bundesregierung, das Zugangserschwerungsgesetz auszusetzen, also auf eine Sperrung von Internetseiten zu verzichten und die Löschung von Websites mit kinderpornografischen Inhalten anzustrengen, bezeichnete sie als „grob fahrlässig“. Sie befürwortete im Zusammenhang mit der Verbreitung von Kinderpornografie Online-Durchsuchungen.
Merk wurde von Bundesjustizministerin Sabine Leutheusser-Schnarrenberger kritisiert, weil sie forderte, Cyber-Grooming unter Strafe zu stellen, obwohl dies bereits seit 2004 durch § 176 Abs. 4 Nr. 3 StGB geregelt ist.

### Vorratsdatenspeicherung
Nach den Anschlägen in Norwegen 2011 forderte Merk die Wiedereinführung der Vorratsdatenspeicherung. So müsse es „über mehrere Monate hinweg“ möglich sein zu wissen, „wer mit wem telefoniert, wer wem eine E-Mail oder SMS geschickt hat“. „Wir brauchen einen Zeitraum von mehreren Monaten, in denen Verbindungsdaten sicher auf Vorrat gespeichert werden.“ Dergleichen Forderungen, die zeitgleich auch vom CSU-Politiker Hans-Peter Uhl erhoben wurden, stießen auf starke Kritik von Seiten der SPD, der Grünen, der FDP und der Linkspartei sowie einiger Sicherheitsexperten. So bezeichnet beispielsweise der SPD-Politiker Dieter Wiefelspütz die Forderung als „makabre Instrumentalisierung dieser entsetzlichen Anschläge“. Der sächsische Justizminister Jürgen Martens, FDP, bezeichnete die Forderungen als „unverantwortlichen Populismus“.

### Blasphemie
Anfang April 2006 strahlte der Sender MTV einen Werbespot für die kontrovers diskutierte Zeichentrick-Fernsehserie Popetown aus. Dieser zeigte unter dem Titel „Lachen statt Rumhängen“ einen vom Kreuz gestiegenen lachenden Christus beim Fernsehen. Die Ausstrahlung führte, auch in Zusammenhang mit den zuvor erschienenen Mohammed-Karikaturen, zu einer öffentlichen Debatte um die Bedeutung der Gotteslästerung in Deutschland.
Im folgenden Jahr ließ Merk einen Gesetzesvorschlag zur Verschärfung des Paragrafen 166 des Strafgesetzbuches ausarbeiten. Merk beabsichtigte, eine Bundesratsinitiative zur Änderung des Paragrafen anzustoßen. Nach ihrer Vorlage sollte nicht erst eine Beschimpfung von Religion und Kirche strafbar sein, die den öffentlichen Frieden stören könnte, sondern bereits die Verspottung oder Herabwürdigung sollte unter Strafe gestellt werden. Merk forderte in ihrem Entwurf, dass der öffentliche Friede zukünftig schon dann gestört werde, wenn der Spott „das Vertrauen der Betroffenen in die Achtung ihrer religiösen oder weltanschaulichen Überzeugung beeinträchtigen oder bei Dritten die Bereitschaft zu Intoleranz“ gegenüber Religion fördern kann.
Merk ist für christliche Kreuze in Gerichtssälen. Diese sollen deutlich machen, dass Gott über dem Menschen stehe.

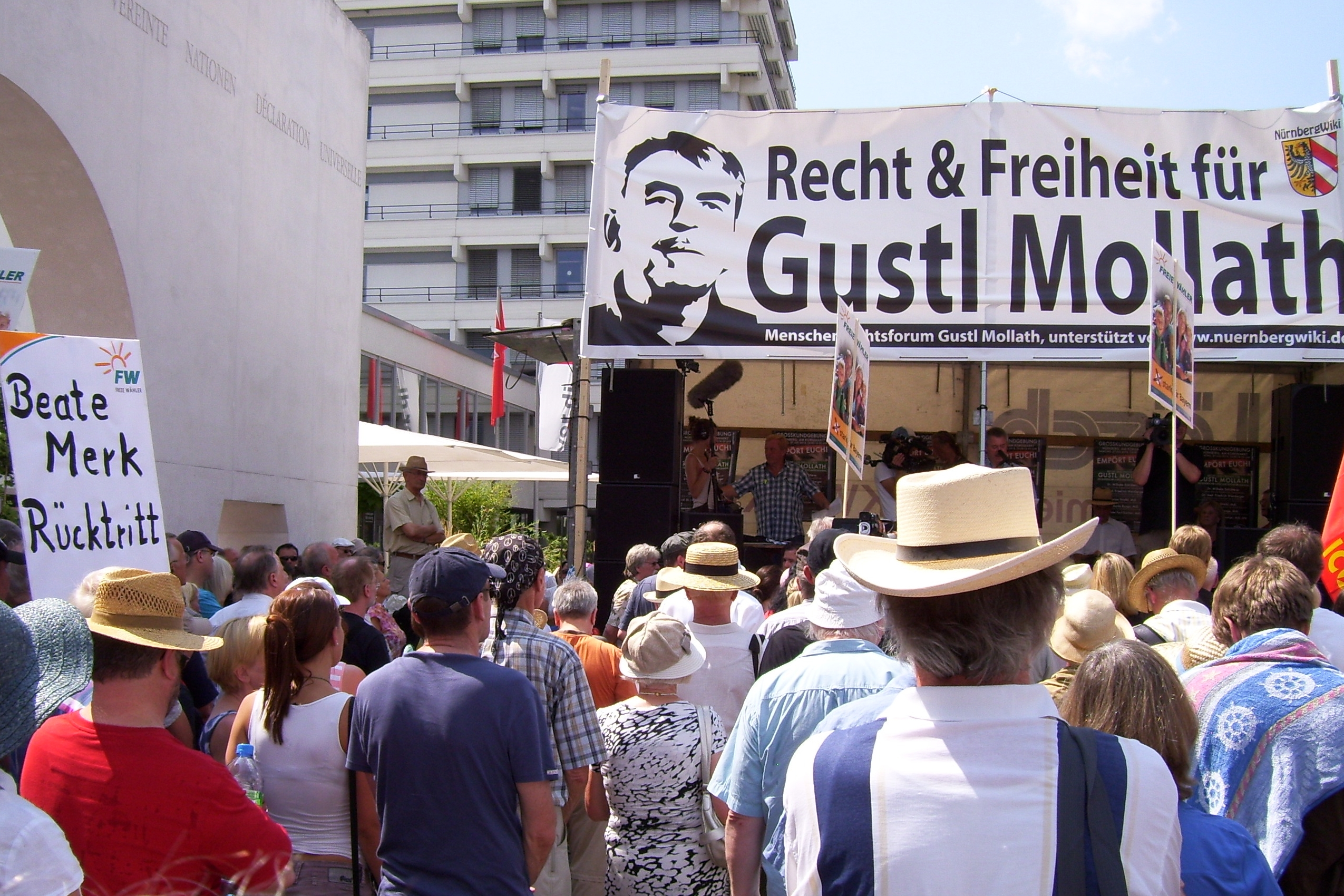
Demonstration am 27. Juli 2013 in Nürnberg

### Fall Gustl Mollath
Als am 15. Dezember 2011 die Freien Wähler den Fall Gustl Mollath nach einem Bericht von Report Mainz auf die Tagesordnung des Bayerischen Landtags setzten, verwies Merk darauf, die Justiz habe in mehreren Instanzen festgestellt, dass von Mollath weiter Gefahr ausgehe. Das Landgericht Nürnberg-Fürth hatte Mollath 2006 in den Maßregelvollzug eingewiesen, da er im Zustand der Schuldunfähigkeit infolge einer „paranoiden Wahnsymptomatik“ an seiner damaligen Ehefrau eine gefährliche Körperverletzung und eine Freiheitsberaubung verübt und Sachbeschädigungen in neun Fällen begangen habe. Mollath hatte in den Jahren zuvor die Behörden auf Schwarzgeldgeschäfte und Geldwäsche bei der Bayerischen Hypo- und Vereinsbank (HVB) in Nürnberg hingewiesen, in die seine Ehefrau verwickelt sei, ohne dass die Staatsanwaltschaft daraufhin ermittelt hatte. Der Fall wurde zur Begutachtung an den Rechtsausschuss weitergeleitet, vor dem Merk am 8. März 2012 Mollaths schriftliche Stellungnahme im Prozess als „abstruses Sammelsurium“ bezeichnete und erklärte, die Unterbringung Mollaths habe nichts mit seinen Strafanzeigen zu tun, sondern sei erfolgt, „weil er schwere Straftaten begangen hat, weil er krank und für die Allgemeinheit gefährlich war“. Ein interner Revisionsbericht der HVB habe lediglich „Hinweise auf möglicherweise strafrechtlich relevante Verstöße einzelner HVB-Mitarbeiter“ erbracht, „die nichts mit der von Mollath angezeigten Problematik und auch nichts mit seiner damaligen Ehefrau zu tun hatten“.
Im November 2012 gelangte der Inhalt des HVB-Revisionsberichts, den die Staatsanwaltschaft Nürnberg-Fürth Ende 2011 von der Bank angefordert hatte, an die Öffentlichkeit. In dem Bericht wurde konstatiert, alle nachprüfbaren Behauptungen Mollaths hätten sich als zutreffend herausgestellt. Die Opposition im Bayerischen Landtag warf daraufhin Merk am 13. November vor, nicht wahrheitsgemäß Auskunft gegeben zu haben. Merk hatte noch Ende Oktober ihre Darstellung aus dem Rechtsausschuss wiederholt, nach der ihr vorliegenden Untersuchung der Bank hätten sich die Vorwürfe nicht bestätigt.
In einem Interview mit dem ZDF-Morgenmagazin am 28. November 2012 bezeichnete Merk Mollath erneut als „psychisch krank“ und „gefährlich“. Am Tag darauf forderte Christine Stahl (Bündnis 90/Die Grünen) im Landtag von Ministerpräsident Horst Seehofer (CSU) die Entlassung Merks. Zuvor hatte bereits Florian Streibl von den Freien Wählern den Rücktritt von Merk verlangt.
Am 30. November 2012 wies Merk über den Generalstaatsanwalt die Staatsanwaltschaft Regensburg an, einen Antrag auf Wiederaufnahme des Verfahrens zu stellen, nachdem berichtet worden war, dass der Richter Otto Brixner zwei Jahre vor seinem Urteil im Fall Mollath diesen gegenüber den Finanzbehörden als „nicht klar bei Verstand“ bezeichnet haben soll.
Ab April 2013 prüfte ein Untersuchungsausschuss des Bayerischen Landtags den Fall. Einen Tag bevor Merk am 14. Juni als Zeugin vor dem Ausschuss auftrat, wurde sie erstmals auch vom Koalitionspartner FDP für ihr Verhalten im Fall Mollath kritisiert. Merk sei eine Justizministerin, „die schwierig erläutert“ oder „vielleicht die eine oder andere unglückliche Figur“ gemacht habe, sagte FDP-Fraktionschef Thomas Hacker in München.
Am 15. Juni 2013 zitierten die Nürnberger Nachrichten aus der ursprünglichen Version des von Oberstaatsanwalt Wolfhard Meindl erarbeiteten und am 18. März 2013 eingereichten Wiederaufnahmeantrags. Richter Brixner wurde darin vorsätzliche Rechtsbeugung vorgeworfen; die Verurteilung Mollaths wegen der Reifenstechereien sei „nicht begründbar und bar jeder tragfähigen Beweise“. Merk hatte am Tag zuvor vor dem Untersuchungsausschuss auf Nachfragen der Opposition zum „kleingeschriebenen“ und „eingedampften“ Antrag beteuert: „Warum der Antrag am Ende reduziert gestaltet wurde, weiß ich nicht.“ Sie räumte allerdings ein, dass sie bei einer Besprechung in ihrem Ministerium zu einer der Versionen anwesend war. Auch die Süddeutsche Zeitung veröffentlichte Auszüge aus früheren Entwürfen des Antrags.
Ein Dokumentarfilm der ARD (Erstausstrahlung am 3. Juni 2013) machte Merk Vorwürfe, u. a. trotz Fachkenntnis auch vor der Kamera eine juristische Unwahrheit gesagt zu haben.
Ende Juni forderte das Bundesverfassungsgericht Merk zu einer Stellungnahme auf.
Am 1. Juli 2013 wurde bekannt, dass Ministerpräsident Horst Seehofer die Justiz erneut aufgefordert hat, den Fall schneller zu bearbeiten.
In einem am 1. Juli 2013 veröffentlichten Interview sagte Merk: „Ich werde in meiner Stellungnahme an das Bundesverfassungsgericht deutlich machen, dass nach meiner Auffassung die Unterbringung des Mannes mit zunehmender Dauer unverhältnismäßig ist“. Sie nehme wahr, „dass die Justiz unheimlich an Vertrauen verloren“ hat.
Am 5. September 2013 hat das Bundesverfassungsgericht der Verfassungsbeschwerde Gustl Mollaths stattgegeben und Entscheidungen des Landgerichts Bayreuth sowie des OLG Bamberg, die die Fortdauer der Unterbringung Mollaths in der geschlossenen Psychiatrie angeordnet hatten, aufgehoben.

### Beschäftigungsaffäre
Im Gefolge der Aufdeckung der Verwandtenaffäre wurde bekannt, dass Beate Merk von Anfang 2010 bis Februar 2013 ihre Schwester auf Kosten der Steuerzahler – für Computer- und Webseitenhilfe – beschäftigt hatte. Merk hatte damit nicht gegen die geltenden Regeln verstoßen, da Beschäftigungsverhältnisse mit Verwandten ersten Grades bis 2013 nicht untersagt waren. Nach der Veröffentlichung des Sachverhaltes zahlte sie 52.000 Euro zurück, die ihre Schwester erhalten hatte.

### Schottdorf-Affäre
Im Zuge von Ermittlungen gegen 10.000 Ärzte in der sogenannten Schottdorf-Affäre, die einen möglichen Schaden von 500 Mio. Euro aufklären sollten, stellte die Staatsanwaltschaft Augsburg mit Wissen der damaligen Justizministerin Merk rund 150 Verfahren ein. Die restlichen Verfahren sind aufgrund von Untätigkeit der Behörde mittlerweile verjährt.

### Inhofer-Verfahren
Ende Juli 2015 wurde berichtet, dass Merk als Justizministerin in ein Verfahren gegen das Management des Möbelhändlers Inhofer eingegriffen haben soll, um die Freilassung von zwei Seniorchefs aus der Untersuchungshaft zu erreichen. Die Vorwürfe wurden von Merk, der Staatskanzlei und der zuständigen Staatsanwaltschaft zurückgewiesen. Die Opposition im bayrischen Landtag forderte Aufklärung und den Rücktritt als Europaministerin für den Fall, dass sich die Vorwürfe bestätigen sollten.

## Privates
Beate Merk ist ledig. Sie ist römisch-katholischer Konfession.

## Veröffentlichungen
- Legislative und judikative Einflussnahmen auf die Kommunen bei der abgabenrechtlichen Behandlung ihrer öffentlichen Einrichtungen. 1991, 174 S.